# (545361) 2011 GZ61
(545361) 2011 GZ61 est un transneptunien considéré comme cubewano, mais à la limite des objets épars. Il  a un diamètre estimé à 295 km, ce qui le qualifie comme un candidat au statut de planète naine.